# Горацій Каллен
Горацій Мейєр Каллен (11 серпня 1882 – 16 лютого 1974) - американський філософ німецького походження, який підтримував плюралізм і сіонізм.

## Біографія
Горацій Мейєр Каллен народився 11 серпня 1882 року в місті Бернштадт, Прусська Сілезія (нині Берутов, Нижньосілезьке воєводство, Польща). Його батьками були Джейкоб Девід Каллен, ортодоксальний рабин, і Естер Ребекка Глейзер. У 1887 році родина емігрувала до США. Каллен вивчав філософію в Гарвардському університеті під керівництвом Джорджа Сантаяни; у 1903 році він отримав ступінь бакалавра з відзнакою. 
Того ж року Каллен був особисто найнятий майбутнім американським президентом Вудро Вільсоном, тоді президентом Прінстонського університету, щоб він став першим євреєм, який коли-небудь викладав в університеті.  Але після двох років викладання англійської мови в Прінстоні його контракт не продовжили, і він повернувся до Гарварду для навчання в аспірантурі та працював асистентом Сантаяни. У 1908 році Каллен отримав докторський ступінь і отримав стипендію Sheldon Traveling Fellowship на навчання в Оксфордському університеті . Він також був другом Алена Локка, якого він зустрів у Гарварді і який був першим і єдиним до 1960-их років афроамериканськимстипендіатом Роудса.
Горацій Каллен читав лекції з філософії в Гарварді від моменту закінчення свого навчання і до 1911 року, час від часу працюючи викладачем логіки в коледжі Кларка у Вустері, штат Массачусетс . У 1911 році він перейшов викладати філософію в Університет Вісконсін-Медісон до 1918 року, коли його призначили професором Нової школи в Нью-Йорку як члена-засновника, де він залишався до кінця своєї кар'єри.  До 1933 року Каллен і його колега Сідні Гук працювали в комітеті академічної свободи ACLU. 
Будучи плюралістом, Каллен виступав проти будь-якого надмірного спрощення філософських і життєвих проблем. За Калленом, заперечення ускладнень і труднощів означає їх примноження, оскільки заперечення реальності злу посилило б зло. Каллен висунув ідеал про те, що культурна різноманітність і національна гордість сумісні одне з одним і що етнічна та расова різноманітність зміцнює Америку. Каллену приписують введення терміну культурний плюралізм.
Він був знайомий з Вільямом Джеймсом, останню незавершену книгу якого він редагував. У 1939 році він познайомився з Іммануїлом Великовським і став його другом на все життя, неофіційним літературним радником, наставником і захисником.  Він був членом Американського філософського товариства, Західного філософського товариства, Товариства психічних досліджень, Сіоністської організації Америки, Ради розвитку Палестини та Національної ради Асоціації Ліги Націй. Він працював у комітетах Конгресу з питань міжнародного миру та був частиною багатьох аналітичних центрів і дослідницьких груп з питань, починаючи від філософії та права до трудових відносин.
Каллен одружився з Рейчел Отман ван Арсдейл у 1926 році.  Він помер у віці 91 року 16 лютого 1974 року в Палм-Біч, штат Флорида. 